# Kiana Palacios
Kiana Angélica Palacios Hernández (Orange, California, Estados Unidos, 1 de octubre de 1996) es una futbolista mexicana nacida en los Estados Unidos que juega como delantera en Club América Femenil en la Liga MX Femenil.

## Trayectoria

### Inicios
A los 4 años empezó a interesarse por el fútbol, al ver practicar este deporte a unos niños en el parque que frecuentaba. Su padre y su abuelo fueron su gran apoyo en su inicio deportivo.
Desarrolló su carrera deportiva de manera regular en el UC Irvine Anteaters durante 4 temporadas. En 2018, fue una de las jugadoras seleccionadas por el Sky Blue FC de la NWSL, aunque finalmente no fichó.
En 2018, fichó por el LA Galaxy donde militó una temporada hasta que decidió jugar en la liga española.

### Vida personal
Actualmente entabla una relación con el también futbolista Pablo Monroy, lateral de los Pumas UNAM de la Liga Mx.

### Real Sociedad
En 2018, la Real Sociedad incorporó a Palacios en sus filas por una temporada. Su manejo de ambas piernas y su juego aéreo le valieron para consolidarse en el equipo y, antes de finalizar la temporada, el equipo txuri-urdin le ofreció la renovación hasta la temporada 2019-2020.
En 2018, la Real Sociedad abrió por segunda vez las puertas del estadio Anoeta para acoger un partido de su primer equipo femenino. En esta ocasión, la Real disputó la semifinal de la Copa de la Reina contra el Sevilla FC frente a más de 18.000 hinchas. El equipo txuri-urdin ganó por 3 goles a uno, y Palacios fue la autora del primer gol del encuentro.

## Selección nacional
Pese a ser estadounidense y haber desarrollado su carrera deportiva en este país, Palacios decidió defender la camiseta de la selección mexicana como homenaje a su familia.
En 2017, debutó con la selección absoluta de México, en un encuentro frente a la Selección de Canadá.
En 2023 participó en los Juegos Centroamericanos y del Caribe obteniendo la medalla de oro.
Ese mismo año estuvo en los juegos Panamericanos ganándole nos medalla de oro.
También jugo la Revelations Cup ganando el primer lugar.

## Clubes
| Club                | País           | Año        |
| ------------------- | -------------- | ---------- |
| UC Irvine Anteaters | Estados Unidos | 2014-2018  |
| LA Galaxy           | Estados Unidos | 2018       |
| Real Sociedad       | España         | 2018-2021  |
| Club América        | México         | 2021-2025. |

## Estadísticas
| Club                  | Div.       | Temporada  | Liga  | Liga  | Liguilla | Liguilla | Campeón de campeonas | Campeón de campeonas |
| Club                  | Div.       | Temporada  | Part. | Goles | Part.    | Goles.   | Part.                | Goles.               |
| --------------------- | ---------- | ---------- | ----- | ----- | -------- | -------- | -------------------- | -------------------- |
| Club América · México | 1.ª        | Ap. 2021   | 10    | 3     | 3        | 0        |                      |                      |
| Club América · México | 1.ª        | Cl. 2022   | 8     | 0     | 1        | 0        |                      |                      |
| Club América · México | 1.ª        | Ap. 2022   | 16    | 13    | 6        | 2        |                      |                      |
| Club América · México | 1.ª        | Cl. 2023   | 12    | 13    | 6        | 2        | 1                    | 0                    |
| Club América · México | 1.ª        | Ap. 2023   | 14    | 11    | 6        | 2        |                      |                      |
| Club América · México | 1.ª        | Cl. 2024   | 18    | 10    | 6        | 2        |                      |                      |
|                       |            | Ap. 2024   | 13    | 13    |          |          |                      |                      |
| Total club            | Total club | Total club | 93    | 64    | 29       | 8        | 1                    | 0                    |

 Datos actualizados al 09 de marzo de 2024 (Clausura 2024, Jornada 10).

## Palmarés
| Título                                  | Club               | País           | Año       |
| --------------------------------------- | ------------------ | -------------- | --------- |
| Copa de la Reina                        | Real Sociedad      | España         | 2018-2019 |
| Primera División                        | Club América       | México         | 2023      |
| 🪙 Juegos Centroamericanos y del Caribe | Selección Mexicana | 🇬🇹 El Salvador | 2023      |
| 🪙 Juegos Panamericanos                 | Selección Mexicana | 🇨🇱 Chile       | 2023      |
| 🪙 Revelations Cup                      | Selección Mexicana | 🇲🇽 México      | 2023      |

## Premios y reconocimientos
- Internacional absoluta con la selección mexicana
- Campeona de goleo en la Revelations Cup 2023.